# Cité des Césars
La Cité des Césars, aussi connue sous les noms de Cité des Césares, La Sal, Linlín (ou Lilín), Trapalanda (ou Trapananda), El Valle de Telán y Curaca (en français, La vallée de Telán et Curaca) ou Jungulo, est une ville mythique de l'Amérique du Sud.

## Présentation
L'historien argentin Enrique de Gandía, enthousiaste à parler de son propre pays, présente cette légende comme celle qui eut la plus grande longévité en Amérique et dans le monde entier. Tant par ses bases historiques et géographiques que par sa vraisemblance, elle parvint pendant des siècles à stimuler l'imagination. Elle éveilla l’espoir de la moitié d'un continent qui rêvait de découvrir une cité perdue au fin fond des lointaines vallées andines.
Elle serait parcourue de routes pavées d'argent et d'or, bâtie d'édifices aux murs d’argent, aux toits d’or, aux fenêtres de diamant. Elle serait peuplée d'habitants ne vieillissant jamais et bénéficierait de protections magiques contre toute intrusion. Au fil des siècles, plusieurs expéditions parties du Pérou et du Chili convergèrent donc vers ce lieu, vaguement situé dans la région du Tucumán. Ce rêve de fortune favorisa l'établissement de riches commanderies à la fin du XVIe siècle. Des Européens asservirent les indigènes destinés à l’exploitation des mines et élevèrent Santiago del Estero, San-Miguel de Tucumán, Córdoba, Catamarca, Salta, Jujuy, La Rioja et San-Juan. Progressivement, toutes les grandes capitales des provinces qui forment aujourd’hui l'Argentine étaient fondées. Aussi, la Cité a joué quantité de rôles dans l'imaginaire national argentin. Plate-forme d'affirmation de la modernité nationale, elle fut un symbole romancé d'une culture ancienne et d'une Patagonie sauvage et mystérieuse. Les visions superposées et concurrentes de cette cité éclairent l'imaginaire national concernant l'espace et la race, notamment les peuples autochtones. Alors qu'elle s'est lentement déplacée vers le royaume d'un fantasme colonial lointain, elle continue de refaire surface dans les milieux intellectuels et populaires,,.
Francisco Solano Hampe-Buruaga et Cienfuegos (es) a décrit ce lieu en 1899, dans son Dictionnaire Géographique de la République du Chili :
« Césars (Cité des).-—Ville que l'esprit visionaire de l'époque de la découverte de l'Amérique, qui était supposée exister dans une vallée de l'intérieur des Andes vers l'Est de la ville de Osorno, ou dans la partie orientale des lacs Puyehue et Ranco. Cette ville imaginaire eût des édifices aux toits d'argent, des églises et des tours de jaspe, des clochers d'or, et dont les habitants, retirés de tout contact extérieur, possédaient tout ce qu'on pouvait imaginer de délicieux. L'existence de cette merveille de splendeur et d'opulence a conduit à des expéditions à sa recherche, à la manière de celles entreprises par Gonzalo Pizarro, Pedro de Ordaz, Francisco de Orellana et l'Anglais Walter Raleigh pour découvrir le célèbre El Dorado, ce pays de l'or, dont le visionnaire Juan Martínez prétendait exister dans les vallées de l'Amazone. La première tentative formelle de recherche des Césars fut faite en 1638 par Jerónimo Luis de Cabrera, gouverneur de Tucumán (es), suivie par d'autres toutes aussi inefficaces. Elles furent réitérées par le décret royal du 18 mai 1716, adressé à cet effet au président du Chili, accompagné d'une lettre d'un certain Díaz de Rojas, et d'autres instructions ultérieures de l'Espagne et du Pérou. Mais, même si le faible succès des efforts déployés a suffi à dissiper cette étrange hallucination, les rapports recueillis sous le gouvernement Jáuregui par le commissaire des Indiens de Valdivia, Don Ignacio de Pinuer, qui confirmaient l'existence d'une grande ville dans les environs de Ranco, et un curieux rapport du 31 juillet 1782 du procureur de Santiago, Pérez Uriondo, conduisit à l'envoi d'une expédition vers ce lac et conduisit le père Menéndez et Francisco Delgado à en tenter d'autres en 1783 et 1785. Cela dissipa l'embarras dans lequel l'idée de la ville enchantée avait encore les peuples non vulgaires du Chili et du Pérou. »

## Toponymes
La Cité a de nombreux noms différents. Ce que désigne le nom de « Césars » change selon les sources, désignant aussi bien des Européens qui vivaient dans cette cité qu'une tribu indigène très mystérieuse. Selon Pedro Lozano (es), ce nom correspondrait à l’époque où les colons espagnols s'établirent dans le pays, où régnait Charles Quint, le nouveau César. Cette hypothèse semble avoir eu quelque succès au XVIIIe siècle, notamment reprise par l'historien Carvallo Goyeneche. Toutefois, l'hypothèse généralement citée est que cette appellation vient du nom du capitaine Francisco César, qui explora l'Amérique du Sud au XVIe siècle. La contrée est tantôt qualifiée de Pays « de César », tantôt « des Césares ». Bien-sûr, ce pluriel s'applique à tous les membres de son expédition. Cet emploi n'est d'ailleurs pas unique, puisque que quelques années plus tard, Lope de Aguirre appela pas ses fidèles "los Marañones", évoquant ainsi le nom du fleuve sur lequel il naviguait.
El Valle de Telán y Curaca semble plus être un « double » de la Cité : il ne semble pas pertinent d'amalgamer les deux légendes. Enrique de Gandía présente la fabuleuse province de Telán comme une autre légende géographique bien inférieure à celle des Césars, avec laquelle les historiens modernes l'ont confondue. Mais les conquistadors du XVIe siècle savaient très bien les différencier. Dans le même dossier qui contient l'interrogatoire faisant référence à la province de Telán et Curaca, de l'année 1587, il y a un « rapport au roi sur le gouvernement de Tucumán », également de Ramírez de Velazco, mais de l'année 1586. Le gouverneur y parle de la « province appelée les Césares », disant qu'elle est située « entre le Chili et la mer du Nord et derrière Arauco ». Cependant, dans les « Information » de l'année suivante relatives à la province de Telán et Curaca, de Velazco déclare lui-même que cette province est « à une distance de soixante-dix et quatre-vingts lieues de la ville de Córdoba ». Ce sont donc deux régions et deux légendes complètement différentes. Nul doute que la fabuleuse province de Telán était un reflet du Pérou, comme le propriétaire des indigènes lui-même l'a reconnu dans l'« Information » de 1587. De plus, il est également incontestable que cette légende n'a aucun rapport avec celle des Césars.
Enrique de Gandía commente les autres noms, considérant que Lilín et Trapalanda sont toujours aussi absurdes, concernant leur étymologie, que du temps de la conquête. Pour ce qui est de la province du Sel (« de la Sal »), le Dr. Ricardo Latcham Cartwright (es) a prouvé qu’en effet il s’agissait de riches salines situées à l'est de la Cordillère, du côté du Pas de Lonquimay. Elles furent si célèbres lors de l'expédition de 1533 que fit dans cette zone le conquistador Pedro de Villagra (es). L'historien se réfère ici à une étude de Latcham intitulée "Los indios de la cordillera y la pampa en el siglo XVI", publiée en 1930 (janvier-mars) dans la Revista Chilena de Historia y Geografía.

## Origine de la légende: le voyage de Francisco César

### Présentation

Carte de l'Atlas Miller (1519) où se remarque la côte du Brésil et l'embouchure des rivières Amazone et De l'Argent.

L'actuelle légende de la Cité des Césars est issue principalement de la fusion de quatre histoires indépendantes. La première référence sur son existence apparaît avec l'expédition réalisée par le capitaine Francisco César en 1528, dans le cadre d'une expédition dirigée par Sébastien Cabot. Il quitta l'Espagne en 1526 avec la mission originale d'atteindre les Moluques, en franchissant le détroit de Magellan. Pourtant, pendant son escale en Pernambouc (Brésil), les membres de l'expédition entendirent les premières versions de l'histoire d'une terre riche de l'intérieur de l'Amérique du Sud à laquelle on pourrait accéder à travers un grand estuaire placé plus au sud.
En Santa Catarina, Cabot prit contact avec Melchor Ramírez et Enrique Montes, naufragés de l'expédition de Juan Díaz de Solís sur la Río de la Plata de 1516. Ils confirmèrent les rumeurs en lui montrant quelques métaux précieux et en lui relatant le récit d'Aleixo Garcia (pt). Cet autre naufragé de l'expédition de Solís (es) , se fiant aux récits déformés d'indigènes, s'était enfoncé dans les profondeurs du continent jusqu'aux terres du Roi Blanc (Empire Inca). C'est là, à l'ouest du rio Paraná, qu'était la supposée se situer la légendaire Sierra de la Plata (Cerro Rico de Potosí).
Selon cette version, García y atteint son objectif en trouvant grandes richesses dans l'actuel altiplano bolivien. Cependant, il fut assassiné par les Payaguás dans son chemin de retour vers la côte atlantique. Toutes ces attestations convainquirent à Cabot pour abandonner la mission originale en recherche des prometteuses richesses de l'Amérique du Sud. Signalons qu'à cette époque, les espagnols méconnaissaient l'existence de l'Empire Inca, véritablement découvert par Francisco Pizarro en 1532 en descendant par la côte du Pacifique depuis la ville de Panama.
Pénétrant le Río de la Plata, l'expédition de Cabot a pris contact avec l'ex mousse Francisco del Puerto (es), survivant des hommes de l'expédition Solís. Del Puerto, qui y avait tissé des liens avec les indiens, a confirmé les rumeurs sur la Sierra de la Plata et s'est uni à l'expédition espagnole aussi bien en tant que guide qu'interprète. Parvenu à la confluence du rio Paraná avec le Carcarañá, Cabot décida d'établir le fort de Sancti Spiritu (1527), première colonie européenne au bassin du Río de la Plata, qui servirait de base pour la conquête de la région.
L'expédition de Sebastian Cabot vers la Sierra de la Plata a souffert des premières difficultés lorsque à la hauteur de la rivière le Paraguay : la force du courant l'empêcha de continuer le voyage. Il fut donc décidé d'envoyer une avant-garde sous le commandement de Miguel de Rifos, qui a été pris en embuscade par les indigènes à la hauteur du río Pilcomayo, avec la possible complicité de Francisco del Puerto. Puis, Cabot décida de retourner à Sancti Spiritu pour réorganiser ses forces.
Cabot, particulièrement intéressé par les déclarations des Querandíes (es), songea à envoyer une nouvelle expédition à travers les pampas jusqu'à la Sierra Grande de Córdoba. Il estimait qu'elle se trouve « à l'intérieur des terres, à soixante-dix ou quatre-vingts lieues de l’endroit où ils construisirent le fort », soit entre 334 et 445 km du fort Sancti Spiritu. Pendant les préparatifs pour remonter à nouveau le rio Paraná vers le nord, un de ses proches, le capitaine Francisco César a sollicité et obtenu une autorisation pour réaliser sa propre exploration. Il partit ainsi avec quelques hommes depuis Sancti Spiritu, sûrement vers la fin de mois de novembre 1528. Peu de choses sont connues sur cette célèbre expédition. Cabot, qui s’était engagé dans une entreprise maritime, manquait de chevaux. Ainsi, les explorateurs durent remplir leur mission à pied et très certainement sans porteurs indigènes. Vers la mi-février 1529, il revient avec sept survivants. Il est peu probable qu'il ait atteint le territoire des Incas. Mais les nouvelles qu'il rapporta intéressèrent énormément ses compatriotes, qui pensèrent avoir localisé le pays fabuleux censé se trouvé le long de la façade atlantique et sur les rives du Paraná.
Un certain Pedro Morales témoigna en 1530 au procès de Catalina Vázquez et des enfants contre Cabot. Selon lui, les hommes de Francisco César auraient été divisés en trois groupes qui seraient partis en suivant des chemins différents : « les uns vers le territoire des Querandís, les autres vers celui des Curacuraes et les derniers le long de la rivière de Curacuraz ». Vraisemblablement, les explorateurs se sont dirigés vers l'ouest. En tous cas, le 29 juillet 1530 à Séville, Cabot répondit aux fonctionnaires qui l'interrogeaient : « sur la foi du rapport du capitaine César qui fut l’un de ceux que le déposant envoya vers l'intérieur des terres, et qui revint avec sept compagnons. Ces hommes lui avaient expliqué qu'ils avaient vu de grandes richesses : de l'or, de l'argent et des pierres précieuses ». 
Ce voyage marquera le début de la légende du la Cité des Césars. Les récits plutôt exagérés des participants contribuèrent aussi à renforcer la légende de la Sierra de la Plata, maintenant bien installée dans la région du Río de la Plata. Les rives du Paraná permettaient donc de bâtir des plans et de se laisser bercer par l'imagination. Finalement, peu de temps après, les autochtones finirent par détruire le fort espagnol. Cabot semblerait avoir l'intention de partir lui-même à la tête d'une seconde expédition. Mais il accepta sa défaite et révisa ses plans ; il rentra en Espagne à la fin de l'année 1529.
Au XIXe siècle, le chercheur José Toribio Medina (es) a étudié les données disponibles en les synthétisant dans une relation beaucoup plus conforme à la réalité.
L'emplacement exact de la zone reconnue par les membres de l'expédition de Francisco César demeure incertain. Ce facteur joua beaucoup en faveur du Pays des Césares, qui joua dans les pampas argentines le même rôle que le royaume du Gran Paititi, localisé plus au nord. Dans les deux cas, on constate l'influence du rayonnement de la civilisation incasique. On retrouve chez les Césares une société évoluée, des autochtones qui élèvent des « moutons du pays » (« carneros de la tierra »), tissent la laine, savent se vêtir. Ici aussi, l'or et l'argent abondent et sont offerts auxs visiteurs, stupéfiés par tant d'opulence et de générosité.

#### Le récit de Ruy Díaz de Guzmán

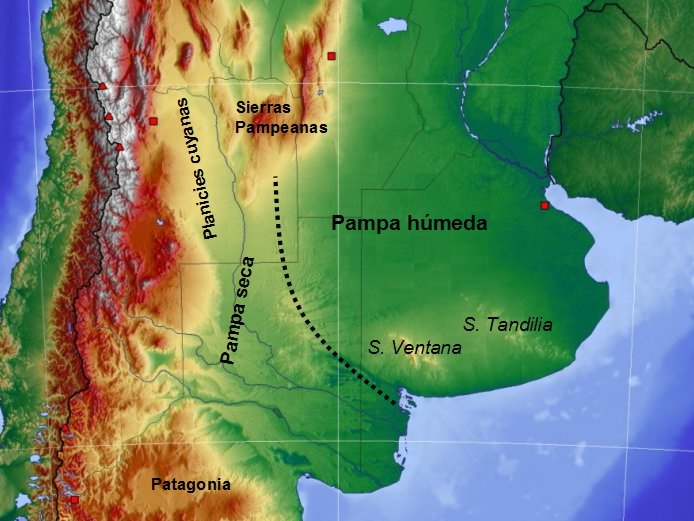
Carte de la région pampeana argentine.

Cette version a été élaborée par le conquérant et chroniqueur asunceno Ruy Díaz de Guzmán (es). Il explique que « lors de cette aventure, César traversa tout ce pays, auquel on donne ainsi communément le nom de "Pays conquis par les Césares" ["la conquista de los Césares"], d'après ce que m'assura le capitaine González Sánchez Garzón, habitant de Tucumán et vétéran de la conquête du Pérou. Ce dernier me dit avoir connu et s'être entretenu avec ledit César dans la ville de Lima ["Ciudad de los Reyes"] : ce sont ses informations et ses propos que j'ai repris dans ce chapitre »,. La version de Ruy Díaz de Guzmán, diffusée par différents écrivains tels que Ciro Bayo (es), relate ceci. Francisco César et ses hommes arrivèrent jusqu'à la Cordillère des Andes, sous le commandement d'un cacique.
Selon le chroniqueur, « ils traversèrent quelques villages indiens et franchirent une cordillère qui vient de la côte de la mer et se prolonge en direction du Ponant et du Septentrion jusqu'à rejoindre la haute cordillère principale du Pérou et du Chili ». Puis, « ils entrèrent dans une province très peuplée où les habitants, qui possédaient beaucoup d'or et d'argent, avaient beaucoup de bétail et des moutons du pays qui leur donnaient la laine avec laquelle ils fabriquaient de grandes quantités de vêtements bien tissés ». Ensuite, « ils demeurèrent là-bas de nombreux jours, jusqu'à ce que César et ses compagnons demandèrent qu'on leur donnât licence pour s'en retourner : le seigneur la leur accorda libéralement et leur offrit de nombreux objets en or et argent et tous les vêtements qu'ils purent emporter. Il mit en outre à leur disposition des Indiens pour les accompagner et les servir. Traversant alors toute cette contrée ils reprirent le chemin qu'ils avaient emprunté à l'aller jusqu'au fortin qu'ils avaient quitté lors de leur départ ». Vraisemblablement, ceux qui ont exploré les territoires de l'ouest ont atteint les frontières du territoire Inca.
Cependant, en revenant à Sancti Spiritu, l'expédition aurait trouvé le fort incendié, sans aucune trace de Cabot et de ses hommes. Dans ces circonstances, César aurait décidé de se diriger vers le Pérou avec ses soldats, puisqu'il aurait eu des nouvelles de l'arrivée de Francisco Pizarro sur ces terres. Ainsi, l'avant-garde de Francisco César aurait traversé la cordillère des Andes à un point où la hauteur lui permettait de voir la mer des deux côtés. Puis, il aurait continué son voyage le long de la côte Pacifique, en passant par Atacama, Lipez (es) et Sucre jusqu'à Cuzco, arrivant juste au moment où Pizarro retenait captif l'empereur inca Atahualpa.
Selon cette version, le voyage épique de Francisco César à travers l'Amérique du Sud aurait duré sept ans. Après cela, ses hommes auraient été baptisés « Los Césares » et l'expédition en général aurait été connue sous le nom de Conquête des Césars, qui, en raison de son extension, a commencé à croire qu'il aurait pu couvrir des endroits aussi éloignés que le sud-ouest de la région pampeana (es) ou même la Patagonie.
Il semble certain que Francisco César ne repartit pas avec une deuxième expédition vers le riche pays qu'il aurait découvert, s'embarquant pour la métropole avec Sébastien Cabot à la fin de l'année 1529. Cependant, rien ne permet de nier que des compagnons de César aient récidivé dans la même direction.
Toutefois, la réalité géographique dément de Guzmán sur la cordillère, comme l'a prouvé Hans Steffen, géographe et explorateur allemand de la Patagonie au XIXe siècle. En effet, il explique que « La tentative d'identification de la première des deux "cordillères" mentionnées dans ce paragraphe s'avère quasiment impossible ». Toutefois, les affirmations de Ruy Díaz de Guzmán n'en sont pas fausses pour autant. Elles semblent plutôt correspondre à l'image que l’on se faisait alors de cette région, essentiellement grâce à la carte dessinée en 1544 par Sébastien Cabot, dont il s'est plausbilement servi. Le dessin des cordillères qui y figure coïncide parfaitement avec les précisions de notre auteur.
La division de l'expédition en trois groupes est une explication possible des contradictions qui apparaissent entre les déclarations postérieures de quelques témoins et la présentation des faits présente chez Ruy Díaz de Guzman, dont la relation est souvent qualifiée de "douteuse". Cela dit, l'historien argentin Vicente D. Sierra reconnaît que l'on ne doit pas condamner irrémédiablement Díaz de Guzmán. En effet, il dit que « nous avons acquis, avec une certaine expérience, la conviction qu'en général le premier écrivain créole est dans le vrai. Il commet quelques erreurs de détail, mais moins que l'on ne l'a cru pour ce qui est fondamental ».
Il est à noter Ruy Díaz de Guzmán, dans le même ouvrage, évoque aussi l'expédition de Francisco de Mendoza, qui « est arrivé chez les Comechingones, qui vivent dans certaines grottes de la province de Córdoba, avec lesquels il a essayé de se lier d'amitié, et d'eux il a appris que de là au sud il y avait une province très peuplée de gens riches en or et en argent, appelé Jungulo, qui est jugé comme étant le même que celui qu'on appelle les Césares dans le Río de la Plata, dont nous avons parlé à sa place ».

#### Reconstruction de José Toribio Medina

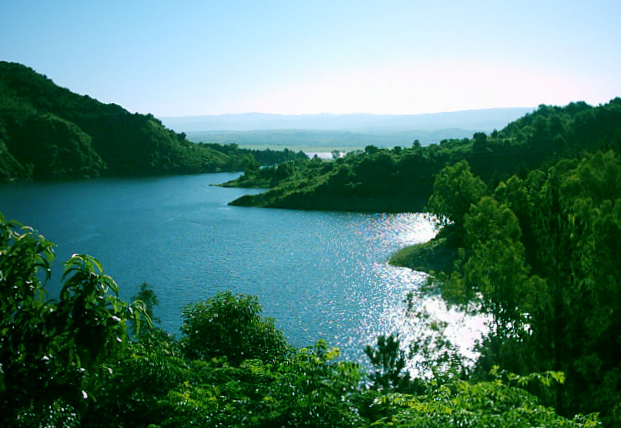
Vue du lac Los Molinos dans les Sierras de Córdoba.

Au début du XXe siècle, José Toribio Medina (es) a publié un ouvrage critiquant et clarifiant divers points proposés par la version originale de Ruy Díaz de Guzmán. D'après ses recherches, Francisco César aurait quitté Sancti Spiritu à la mi ou à la fin novembre 1528, accompagné de quatorze autres hommes. Le groupe fut réparti en trois colonnes. L'une parti vers l'endroit où vivaient les Querandíes (es), une autre vers l'endroit où se trouvaient les Curacuraes et la dernière le long de le río Curacuraz. César et sept autres compagnons, soi-disant les hommes qui composaient sa propre colonne, retournèrent au fort espagnol en février 1529, le voyage à l'intérieur du territoire n'aurait donc pas duré plus de deux mois et demi.
De cette expédition, la seule trace dans les documents est que les soldats de César « disaient avoir vu de grandes richesses en or, en argent et en pierres précieuses », sans savoir quel avait été le sort des autres hommes ni par quels endroits exacts les survivants étaient passés. Une autre information possible sur le résultat de l'expédition a été fournie par Cieza de León dans son ouvrage Guerra de Chupas. Il a déclaré avoir rencontré César et Francisco Hogazón, un autre des premiers conquérants de la région du Río de la Plata. Il leur disait souvent avoir entendu des gens affirmer sous serment qu'ils avaient vu « beaucoup de trésor et des grands bétails desquels nous ici appelons des moutons du le Pérou et que les indiens étaient bien habillés et bien traités ».
Avec ces informations et en calculant la durée du voyage, il était presque impossible pour César et son peuple d'avoir atteint le sud-ouest de la Pampa ou de la Patagonie. Même si l'on peut considérer comme correct de supposer que l'expédition aurait atteint les sierras de Córdoba, où existaient des tribus comme les diaguitas et les comechingones, qui ont été influencés par la culture des Incas et qui auraient pu bénéficier des lamas et de la métallurgie.
En continuant avec la recherche réalisée par José Toribio Medina (es), Sancti Spiritu aurait été attaquée par les autochtones en septembre 1529. En octobre de la même année César, se serait embarqué avec Sébastien Cabot en direction de l'Espagne. Medina a également trouvé des preuves que Francisco César était déjà à Madrid en 1530 parce qu'il avait comparu comme témoin au procès de Catalina Vásquez et de ses enfants contre Cabot. En 1532, César se serait rendu au Venezuela puis en territoire colombien à la recherche du Darién, mourant lors de ladite expédition en juillet 1538.
Par conséquent, toute l'histoire de Ruy Díaz de Guzmán (es) s'avérerait fausse. Ce, non seulement à cause de la durée du voyage, mais aussi à cause du fait que l'expédition a réussi à retourner à Sancti Spiritu avant sa destruction et que Francisco César n'aurait jamais été au Pérou. C'est pourquoi il aurait difficilement pu raconter son histoire à Gonzalo Sáenz de Garzón. Une autre information déformée par Cyrus Bayus indiquait que les soldats de l'expédition originale étaient connus sous le nom de Césars et que la saga en général avait été appelée la Conquête des Césars. Cependant, pendant le XVIe siècle, cette région inconnue, soi-disant riche en or et en argent, située au sud de la Pampa, était connue sous le nom de « César ». Et « les Césars » étaient les habitants de ce lieu légendaire. Tandis que le terme « Conquête des Césars » ne faisait pas référence à la saga originale mais aux expéditions ultérieures qui sont parties à sa recherche.

## Versions postérieures

### Colonie inca

#### La conquête du le Pérou

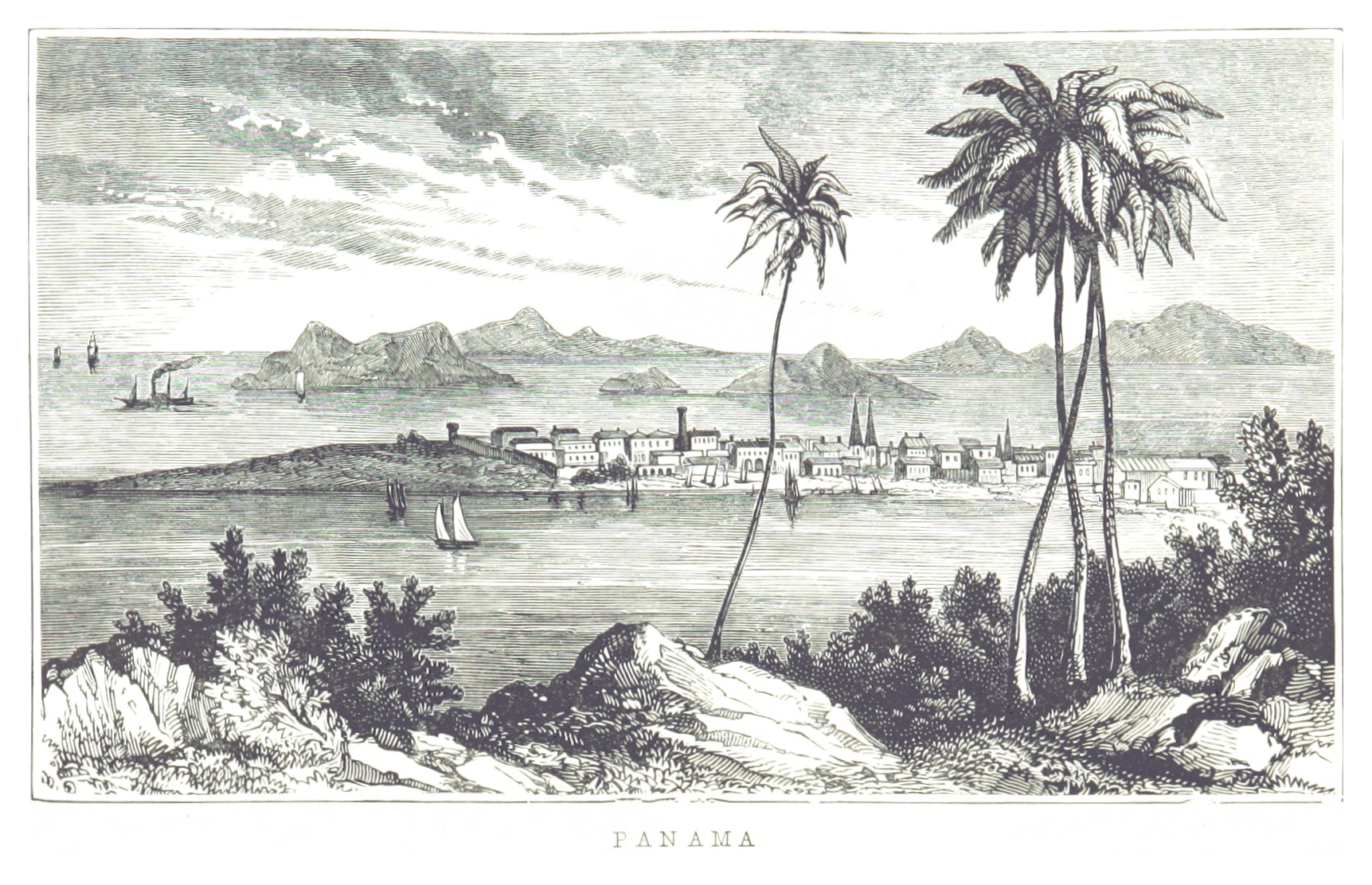
Vue de la ville de Panama vers l'an 1850.

La deuxième version de la Cité des Césars a surgi après la chute de l'Empire inca. La conquête du Pérou se remontait à 1524. Trois associés, Diego de Almagro, Hernando de Luque et Francisco Pizarro, vivaient alors au Panama. Ils décidèrent de mettre en gage leurs biens pour organiser la conquête d'un royaume situé plus au sud, sur la côtes de l'océan Pacifique. Selon les peuples indigènes, ses habitants étaient si riches qu'ils mangeaient et buvaient dans des assiettes et des verres en or. C'était une terre qui fut bientôt connue des Panaméens sous le nom de Pérou. Hernando de Luque est intervenu pour obtenir la licence du gouverneur Pedrarias Dávila. Une fois celle-ci obtenue, Almagro et Pizarro se sont lancés dans l'exploration de la mer du sud, dans un voyage d'environ quatorze mois. Ils n'y trouvèrent rien d'autre de notable que des marécages, des forêts impénétrables et des villages pauvres avec des habitants indomptables.
Malgré cet échec, Almagro et Pizarro étaient convaincus de l'existence du Pérou. Alors, ils décidèrent de repartir vers le sud, jusqu'à la côte de Quito. L'expédition y vit les premiers signes d'une civilisation avancée avec des cultures, des villes et une population nombreuse. Contrairement au désir de ses hommes d'abandonner la recherche du Pérou, les deux conquistadors décidèrent que Pizarro resterait avec le gros de l'expédition en attente sur l'île Gallo, tandis qu'Almagro retournerait au Panama à la recherche de plus de personnes.
Comme le craignait Almagro, le nouveau gouverneur du Panama, Pedro de los Ríos, a non seulement refusé que davantage d'hommes soient envoyés vers le sud, mais a également exigé le retour immédiat de tous ceux détenus contre leur gré sur l'île de Gallo. Face au risque de ruiner toute l'entreprise, Pizarro a tracé une ligne dans le sable avec son épée et a dit à ses hommes : « Camaradas y amigos, por aquí se va al Perú a ser ricos, por acá se va a Panamá a ser pobres, escoja el que sea buen castellano lo que más bien le estuviere ». Soit : « Camarades et amis, par ici vous allez au Pérou pour être riche, par ici vous allez au Panama pour être pauvre, choisissez celui qui est un bon castillan, ce qui vous convient le mieux ». Treize autres hommes (es) sont restés sur l'île avec Pizarro. Le gouverneur Pedro de los Ríos accepta que Pizarro continue à chercher ce royaume fantastique à condition que, dans un délai maximum de six mois, il se présente à Panama pour rendre compte, quel que soit le résultat de l'expédition.

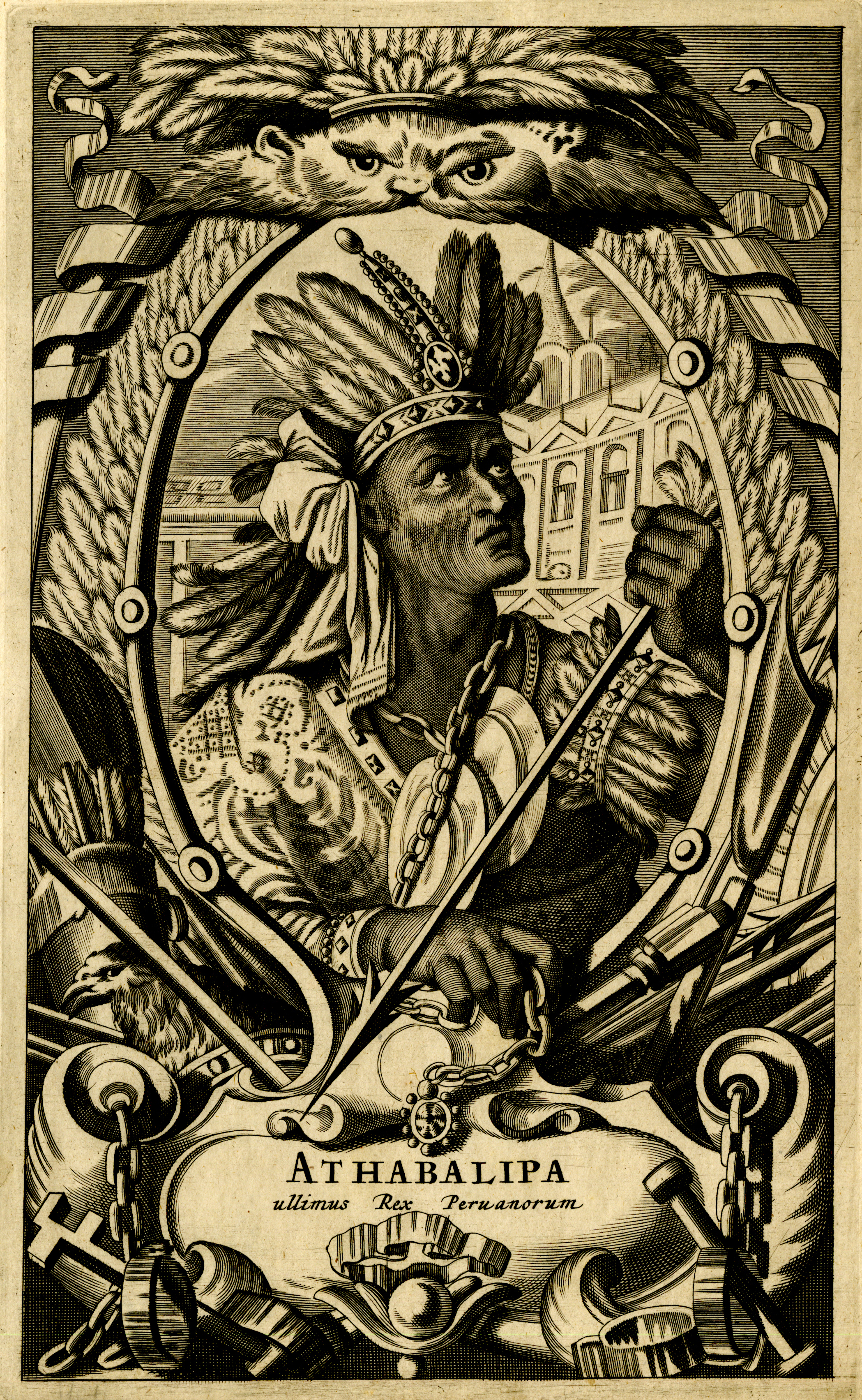
Portrait d'Atahualpa.

Finalement, Pizarro est rentré au Panama dans le délai fixé par le gouverneur. Mais contrairement à ce à quoi ce dernier s'attendait, Pizarro n'est pas revenu les mains vides. Il arriva avec la nouvelle impactante qu'un peu plus au sud du golfe de Guayaquil (entre l'Équateur et le Pérou), il avait découvert ce royaume tant attendu du Pérou. Avec l'appui de ses deux autres partenaires, Pizarro s'embarqua pour l'Espagne pour rencontrer le roi Charles Quint. Celui-ci lui accorda le droit d'explorer et de conquérir un territoire jusqu’à deux cents lieues au sud du río Santiago, qui désormais serait connu comme le Pérou ou la Nouvelle-Castille.
De plus, le roi nomma Pizarro gouverneur et capitaine général, adelantado et alguacil (es) de ce nouveau territoire. Cela provoqua la fureur de Diego de Almagro, qui menaça de dissoudre l'entreprise et de partir à la recherche de nouveaux partenaires pour entreprendre la conquête du Pérou pour son propre compte. Pizarro calma la situation en s'engageant à lui donner le titre d'adelantado et à demander devant le Tribunal la création d'un nouveau gouvernement exclusif pour son usufruit. Puis, il entreprit son dernier voyage du Panama au Pérou en 1531, y fondant la ville de San Miguel. Cependant, il était inquiet de la loyauté d'Almagro. Il décida alors de se lancer immédiatement à la recherche du souverain inca à la tête de cent soixante-dix-sept hommes avant qu'un autre contingent ne le rattrape.
L'Inca Atahualpa était au courant de l'arrivée des Espagnols. Mais il considérait que le contingent d'étrangers était si petit qu'il ne valait pas la peine de les affronter. C'est pourquoi le voyage de Pizarro et de ses hommes ressemblait plus à une promenade qu'à une campagne conquérante. Les Espagnols campèrent finalement à Cajamarca. Ils purent y voir, à une lieue de là, le vaste camp de l'armée inca où séjournait également Atahualpa. Pizarro envoya son frère Hernando au camp inca pour demander la visite de l'empereur à Cajamarca, qui accepta finalement l'invitation.
Accompagné de son armée, Atahualpa apparut à Cajamarca le lendemain, le 16 novembre 1532. Devant lui, il ne trouva que l'aumônier et frère dominicain Vicente de Valverde, qui exigea que les Incas embrassent la religion chrétienne et se reconnaissent comme tributaire de la roi de Castille. Atahualpa a réagi avec fureur à une telle demande. Les religieux, comme convenu, ont demandé de l'aide à Pizarro en disant « Sortez vers lui et je vous absoudrai ». Après quoi, les Espagnols ont répondu avec leurs chevaux et leur artillerie, bien que Pizarro ait précisé qu'il faut pas blesser Atahualpa. La journée s'est terminée par le triomphe des Espagnols et l'enlèvement des Incas.
Atahualpa proposa, en échange de sa liberté, de remplir une pièce entière d'or et deux autres pièces d'argent jusqu'à la hauteur d'un bras levé. Pizarro, bien que quelque peu sceptique, accepta la proposition. Au cours des semaines suivantes, les Incas emportèrent des centaines d'objets en argent et en or à Cajamarca pour tenir la promesse de l'empereur. Afin d'accélérer l'acheminement de la rançon, trois Espagnols furent envoyés à Cuzco. Ils purent y observer les 700 plaques d'or qui recouvraient les murs du Coricancha (Temple du Soleil) et qui furent arrachées.
Pendant ce temps, Diego de Almagro arriva à San Miguel, rejoignant rapidement les troupes de Pizarro à Cajamarca. De son côté, Atahualpa avait fini de payer sa rançon et était en mesure d'exiger sa liberté. Mais les conquistadors, craignant le soulèvement des Incas, décidèrent de le condamner à mort. Ils l'accusèrent de divers crimes tels que le meurtre de son frère Huascar et d'autres actes tels que l'idolâtrie, la polygamie, etc.

#### Expédition d'Almagro au Chili

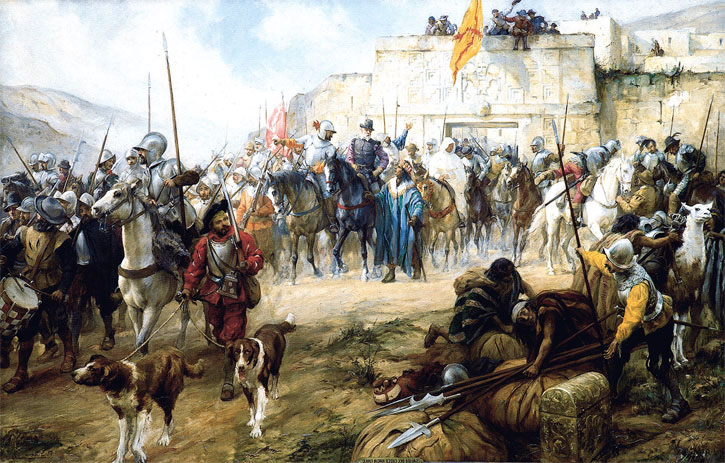
Expédition d'Almagro au Chili, peinture de Fray Pedro Subercaseaux.

Alors que l'Empire Inca tombait aux mains des conquistadors, la nouvelle parvint en Amérique du Sud que le roi avait accepté d'accorder à Diego de Almagro le gouvernorat de Nouvelle Tolède (es). Ce territoire serait situé exactement au sud du gouvernorat de Francisco Pizarro. Cette décision a de nouveau généré un affrontement entre les anciens partenaires de la conquête. En effet, la ville de Cuzco est restée sous la juridiction d'Almagro, avec laquelle le gouvernement du Pérou ou de Nouvelle-Castille a perdu sa ville principale. Pizarro supplie Almagro de laisser Cuzco sous sa juridiction, l'encourageant à conquérir une région plus au sud appelée Chili, que les Indiens disaient très riche en métaux précieux.
Comme garantie de sa demande, Pizarro a promis à Almagro que s'il ne trouvait pas de richesses au Chili, il pourrait revenir et tous deux partageraient le Pérou en frères. Il sera corroboré plus tard que les histoires exagérées sur la richesse chilienne avaient été intentionnellement encouragées par les Incas eux-mêmes. Le but était de disperser les troupes espagnoles, de les envoyer combattre les redoutables Mapuches et de les éloigner le plus possible de Cuzco.
Almagro était un amateur d'aventures et était convoitait tant ce poste de gouverneur. C'est pourquoi il accepta finalement la proposition de Pizarro. Il demanda à Manco Inca, empereur fantoche nommé par les Espagnols, de désigner deux seigneurs principaux dans le but d'y parvenir. Il informa les différents peuples du sud que les Européens étaient désormais les nouveaux souverains de la région. Manco chargea pour cette mission son propre frère Paullu Topa et le grand prêtre (es) Villac Umu, qui furent immédiatement envoyés vers le sud accompagnés de trois Espagnols à cheval. Puis, Almagro envoya une première expédition sous les ordres de Juan de Saavedra (es). Celui-ci fonda la ville de Paria, première colonie espagnole dans le gouvernorat de Nueva Toledo, et enfin Diego de Almagro lui-même partit de Cuzco le 3 juillet 1535.
L'expédition d'Almagro traversa le plateau de Collao, en passant par Paria et Topisa (aujourd'hui Tupiza), où les attendaient Paullu Topa et Villac Umu. Les trois Espagnols qui devaient accompagner les émissaires incas avaient disparu, soi-disant dans le but de faire avancer la conquête du Chili. Les indigènes firent savoir à Almagro que les terres situées plus au sud étaient pauvres et habitées par des tribus guerrières. Les deux seules voies d'accès au Chili étaient dangereuses : la route du désert d'Atacama ou le passage par la cordillère des Andes. Les Espagnols ont opté pour la deuxième option et ont poursuivi leur avance vers l'actuelle province argentine de Jujuy. Pendant ce temps, alors qu'Almagro était encore à Tupiza, Villac Umu fuiya nuitament. Il commença alors à stimuler un soulèvement des indiens de la région contre les Espagnols.
Lorsque l'expédition arriva dans la vallée de Quiriquirí (Santiago del Estero, Argentine), elle rencontra une colonie de mitimaes incas, établie là pour contrôler les indigènes de la province. Conscients de la situation que traversait le Pérou, ils conspirèrent pour tuer les Espagnols. Mais les hommes d'Almagro gagnèrent cette bataille et continuèrent leur voyage vers la cordillère des Andes. Le passage vers les agréables vallées chiliennes de Copiapó fut extrêmement pénible. Une fois à Copiapó, Almagro apprit que les trois Espagnols qui étaient partis seuls étaient morts là-bas aux mains des autochtones. Sans pouvoir établir un lien avec les tribus méfiantes du lieu, l'expédition poursuivit son voyage. Ils passèrent à travers les vallées solitaires de Huasco et de Coquimbo, avec la nouvelle que plus au sud la terre était mauvaise et stérile.
Une autre nouvelle qu'Almagro reçut à Coquimbo était qu'un Espagnol nommé Gonzalo Calvo de Barrientos (es) vivait dans la province du Chili. L'histoire de cet Espagnol était curieuse, car à Lima il s'était fait couper les oreilles comme voleur. Après cela, il avait décidé de s'exiler à l'intérieur des terres, au Chili. Cet homme blanc barbu y fut reçu avec admiration par les indigènes, au point qu'un chef local l'avait nommé pour commander ses guerriers. Almagro ordonna d'annoncer son arrivée à Barrientos. Il demanda à son tour aux autochtones de recevoir les Espagnols en amis. Il s'avança lui-même pour accueillir ses compatriotes, leur offrant du maïs et des moutons. Peu avant d'atteindre la ville d'Aconcagua (San Felipe), chef-lieu de la province, l'expédition reçut l'agréable nouvelle que le petit navire Santiago venait d'arriver à proximité, avec des armes, du fer et des vêtements.
Tout semblait bien commencer pour les Espagnols, au point que leur arrivée à Aconcagua était une fête. Cependant, la déception arriva bientôt. Les indigènes déclarèrent que là-bas et plus au sud il n'y avait pas d'or ni de grandes villes comme celles du Pérou. Ses habitants vivaient plutôt dans des grottes ou des hameaux de seulement dix ou douze maisons. Ils s'habillaient de peaux d'animaux et ne mangeaient pas de maïs, mais des racines, des herbes et des céréales sauvages. Almagro ordonna au capitaine Gómez de Alvarado y Contreras (es) de se diriger vers le sud sous le commandement de quatre-vingts cavaliers, ce qui confirma le récit des autochtones. Face à ce panorama désolé, tous les Espagnols ont commencé à réclamer le retour à Cuzco, ce joyau du Pérou, qui, par ordre du roi, appartenait au gouvernorat de Nueva Toledo. Finalement, Almagro ordonna la retraite. Mais cette fois, se rappelant à quel point le passage à travers les Andes avait été sacrifié, il fut décidé d'emprunter la route côtière, celle du désert d'Atacama, pour arriver au Pérou en octobre 1536.

#### Déclaration de Blas Ponce

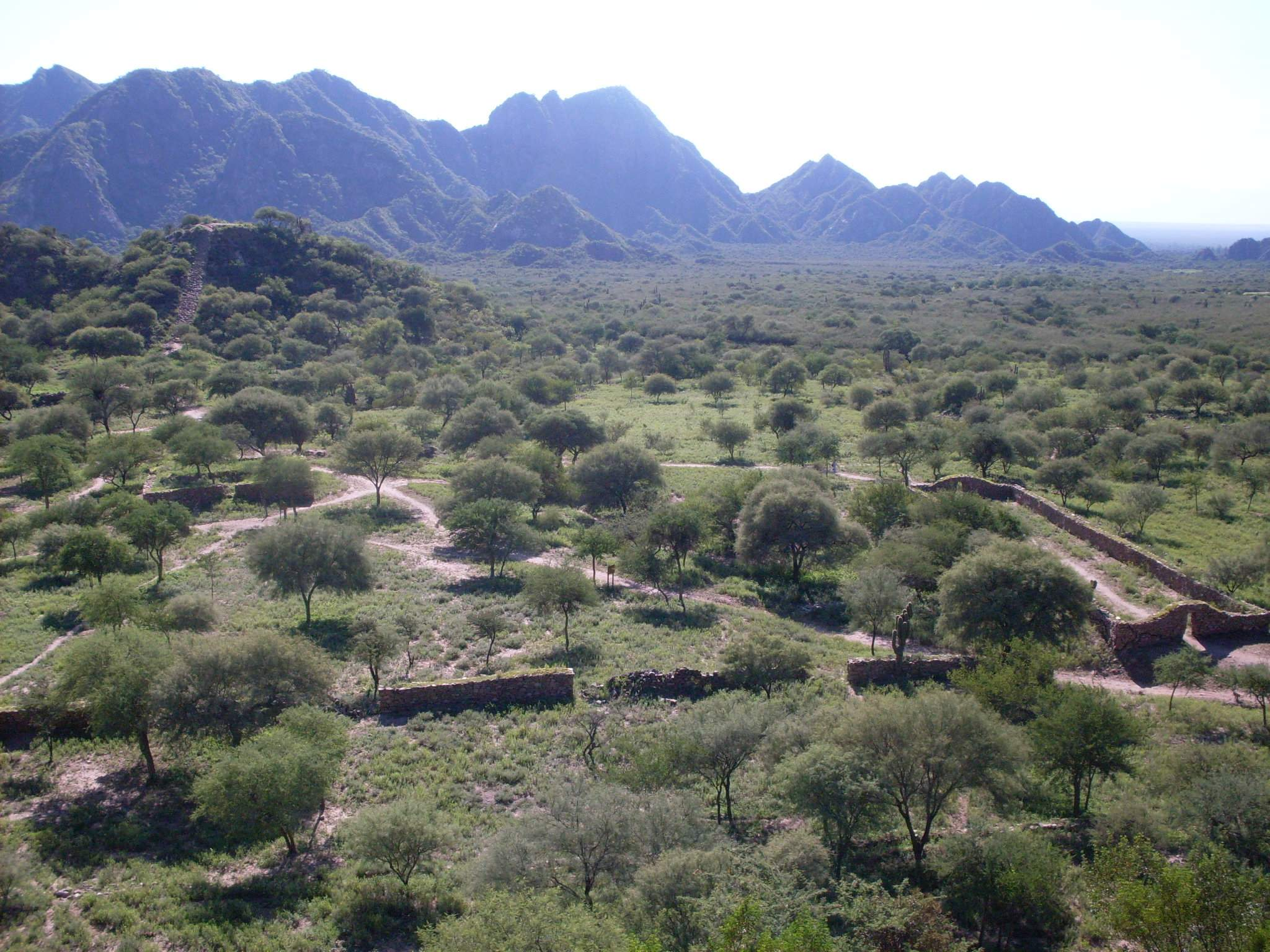
Ruines de la ville incaica de Shincal près Londres (province de Catamarca).

En 1553, Blas Ponce (es), le conquistador du Tucumán, habitant de la ville argentine de Londres, déclara avoir trouvé un autochtones aveugle et très âgé, qui lui aurait raconté l'histoire du territoire. Selon cette déclaration, après le massacre des Incas mitimaes par Diego de Almagro dans la vallée de Quiriquirí, les survivants avaient décidé de se diriger vers le sud. Ils sont allées le long de le chemin royale inca qui borde la cordillère des Andes, à l'intérieur de l'actuel territoire argentin. La trace ne pouvait être suivie, selon l'Indien, que jusqu'à la vallée de la rivière Diamante. De là, les Mitimaes auraient décidé d'effacer le chemin pour empêcher les Espagnols de les atteindre. Le narrateur lui-même avait vécu dans cet établissement inca pendant trois ou quatre ans lorsqu'il était plus jeune. Il pouvait affirmer que c'était une terre très peuplée et riche en moutons, en or et en argent, au point qu'on pouvait manger et boire dans des verres en métaux précieux.
Blas Ponce ajoute qu'au-delà de la véracité de ce récit, il avait lui-même rencontré à Potosí un soldat nommé Pedro Clavijo, qui avait participé à l'expédition et aux campagnes de conquête du capitaine Diego de Rojas vers la région de Tucumán. Selon Pedro Clavijo, l'un des membres de l'expédition Rojas, appelé Quiteria, avait participé à l'expédition de Francisco César. Ce dernier Francisco César lui aurait garanti que la découverte d'un grand nombre de personnes et de richesses faite ce jour-là était vraie. Clavijo a également confirmé qu'il avait entendu d'une indigène du Pérou la même histoire sur le transfert des Incas de la vallée de Quiriquirí vers une autre terre "qu'ils appellent maintenant celle de César".
Dans la même déclaration, Blas Ponce a ajouté l'histoire du capitaine Gregorio de Castañeda, qui, à Santiago del Estero, entendit l'histoire d'un autochtone nommé Joffre, originaire de la région du Río de la Plata. Le père de ce dernier lui avait raconté que, des années auparavant, il vivait dans une ville appelée Corona. Là, le capitaine Sébastien Cabot avait construit un fort, d'où un autre capitaine nommé César était parti avec un groupe de personnes à l'intérieur des terres « vers Buenos Aires ». Quelque temps plus tard, ils étaient revenus au fort avec la nouvelle d'avoir trouvé de grandes villes avec des gens bien habillés, beaucoup de bétail, des émeraudes et des métaux précieux. Cependant, ils n'étaient pas capables de localiser exactement où ils étaient allés, si ce n'est qu'ils s'étaient dirigés vers « les chaînes de montagnes du Chili ».

#### Chronique de Miguel de Olavarría
Quelque temps plus tard, le chroniqueur et maestre de campo (es) Miguel de Olavarría parla des sujets incas qui vivaient près du río Maule. Après avoir vécu le siège des Mapuches et appris que leur empereur avait été capturé par les Espagnols, ceux-ci résolurent de ne pas retourner sur leurs terres. Ils traversèrent plutôt « la grande chaîne de montagnes près du río Putagán (es) qui est près de ladite rivière Maule » et de s'établir « dans ce que les Césars appellent la mer du Nord »,.

### Les espagnols perdus de la Patagonie

#### Expédition de Simón de Casbah

Division des possessions espagnoles en Amérique du Sud pendant le XVI.

La troisième version de la Cité des Césars est née de la rumeur qui commençait à se répandre sur l'existence d'une colonie fondée par des Espagnols perdus en Patagonie. Cette histoire avait à son tour deux aspects, l'un d'eux étant celui des mutins de l'expédition de l'explorateur portugais Simón de Alcazaba. L'histoire de cette expédition remonte à 1529, lorsque l'impératrice Isabelle de Portugal avait décidé de répondre aux demandes de deux aventuriers qui envisageaient de mener des campagnes dans le Nouveau Monde. L'un d'eux étant Francisco Pizarro, qui cherchait à consolider ses droits sur le royaume du Pérou nouvellement découvert. L'autre était Simón de Alcazaba, qui avait reçu l'ordre de suspendre une expédition aux îles Moluques après un accord conclu entre les rois d'Espagne et du Portugal. Il voulait maintenant recevoir une compensation avec une expédition de conquête en Amérique du Sud.
Le 26 juillet 1529, l'impératrice créa deux nouveaux gouvernorats. L'un d'eux, celui accordé à Francisco Pizarro, s'étendait à deux cents lieues de l'embouchure du río Santiago (Équateur), qui aurait atteint le 14e parallèle, la hauteur de Chincha (Pérou). L'autre gouvernorat, celui de Simón de Alcazaba, s'étendrait de là sur deux cents lieues supplémentaires vers le sud. Les deux décrets royaux qui les avaient établis précisaient qu'ils n'auraient aucune valeur jusqu'à ce que la conquête et l'occupation de leurs territoires respectifs soient achevées. Ils spécifiaient également que toutes les dépenses devaient être supportées par les concessionnaires, sans aucun droit de demander une compensation à la Couronne.
Les deux gouvernorats avaient une extension territoriale similaire et les décrets royaux n'établissaient pas de distinctions entre eux. Toutefois, l'écart qui existait entre les deux bénéficiaires était évident. Francisco Pizarro avait une expérience de commandement, une connaissance de la région et de riches partenaires. De plus, au moment de demander le poste de gouverneur, il avait déjà découvert le royaume du Pérou et il ne lui restait plus qu'à organiser sa conquête définitive. D'un autre côté, Simón de Alcazaba avait une personnalité qui n'était pas à la hauteur de ses ambitions. Il ne connaissait pas le territoire qu'il envisageait de conquérir et était également incapable d'inspirer confiance à ses capitalistes potentiels. Comme prévu, en 1533 les résultats furent visibles. Pizarro envoya un navire à Séville avec une grande quantité de belles pièces sculptées en or et en argent, avec la nouvelle qu'il avait conquis l'empire le plus riche des Indes. De son côté, Alcazaba avait perdu quatre années sans pouvoir organiser son entreprise.
La conquête de l'Empire Inca a complètement modifié le panorama de 1529. Francisco Pizarro a commencé à traiter devant la Cour l'extension de son territoire, qui en fait a atteint la latitude 9º57' et non jusqu'au 14ème comme initialement supposé. De son côté, Diego de Almagro revendiquait depuis longtemps son propre poste de gouverneur pour sa contribution à la découverte et à la conquête du Pérou. S'y ajoutaient les demandes d'autres prétendants qui cherchaient à satisfaire leurs propres ambitions de richesse.
En 1534, l'empereur Charles Quint définit la nouvelle situation territoriale de l'Amérique du Sud. Le gouvernement original de Pizarro, baptisé Nouvelle-Castille, s'étendit à soixante-dix lieues au sud. Almagro fut récompensé de ses services par son propre gouvernorat de deux cents lieues appelé gouvernorat de Nouvelle Tolède (es), qui serait situé au sud de celui de Pizarro. Pendant ce temps, Pedro de Mendoza, chevalier distingué et capitaine des guerres d'Italie, avait revendiqué la conquête de certains territoires des Indes. Il bénéficia de la création du gouvernorat de Nouvelle-Andalousie, situé au sud et du privilège de l'exploration et la conquête du bassin du Río de la Plata et même d'une partie de la région du Chili. Enfin, Alcazaba continua à jouir du droit à un gouvernorat, baptisé Nueva León (es), long de deux cents lieues au sud du 36e parallèle, là où se terminait la Nouvelle-Andalousie,.

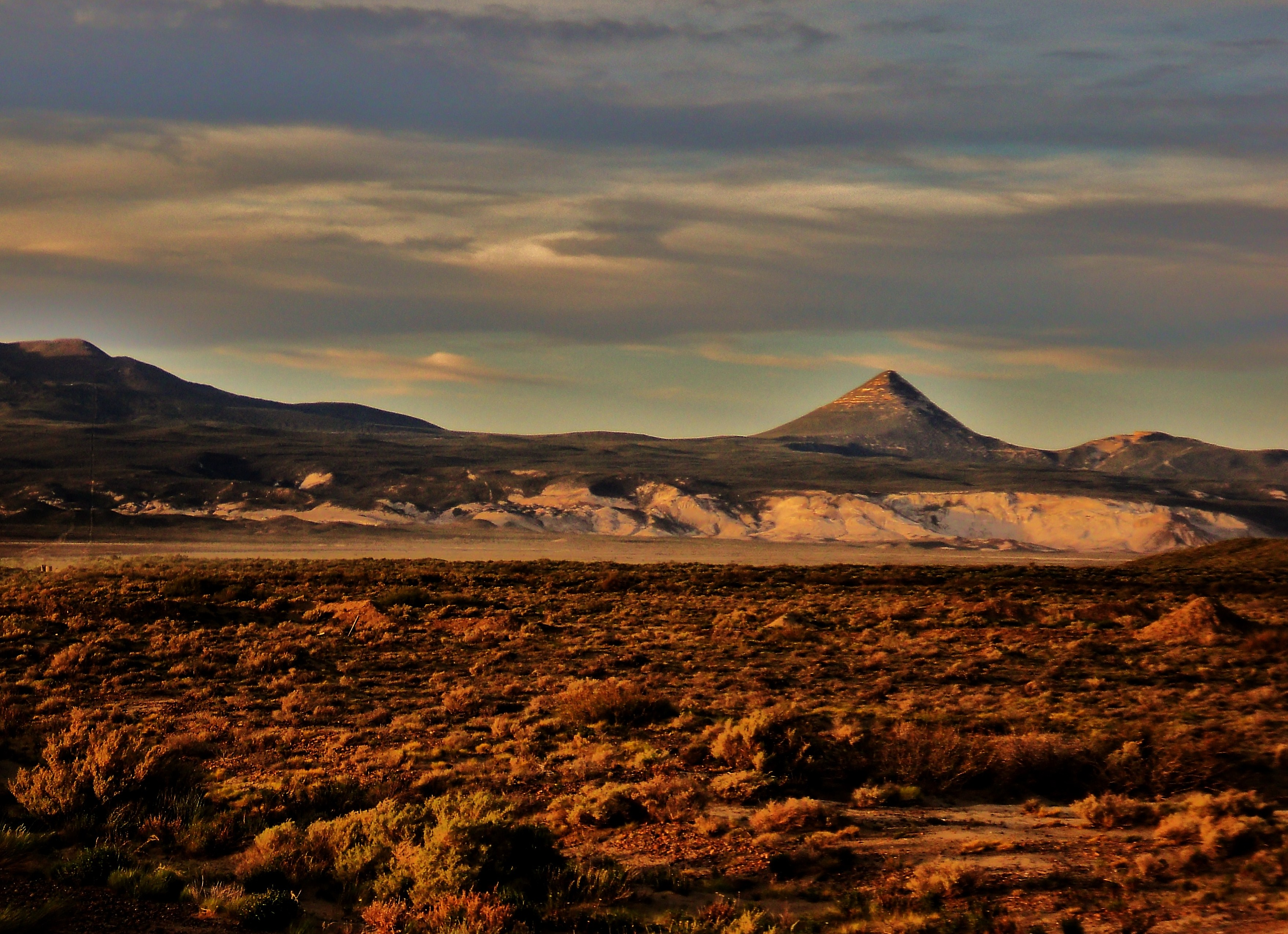
Vue de la dans la province de Chubut.

La flotte de l'Alcazaba, composée de deux cent cinquante membres d'équipage, partit du Guadalquivir (Espagne) le 21 septembre 1534. Il entra dans le détroit de Magellan le 18 janvier 1535. Après avoir effectué sa reconnaissance, il se dirigea de nouveau vers la hauteur du 45e parallèle, où la baie du cap Santo Domingo était située. À l'origine, le plan d'Alcazaba était d'établir son poste de gouverneur sur la côte du Pacifique. Cependant, les vents froids et forts du détroit l'ont persuadé de modifier ses plans. Bien qu'il n'y ait aucune preuve fiable, cette expédition aurait fondé, le 9 mars 1535, une ville nommée Puerto de los Leones.
Enthousiaste à l’idée de reconnaître le territoire et même d’atteindre l’autre mer par voie terrestre, une expédition est organisée à l’intérieur du continent, direction nord-ouest. En raison de maladies, Alcazaba a dû retourner à Puerto de los Leones. Cependant, ses hommes continuèrent leur voyage pendant vingt-deux jours jusqu'à ce qu'ils rencontrent le puissant río Chubut. Les indigènes de la région les ont motivés à poursuivre leur voyage vers le Nord. Mais le vent froid constant, ainsi qu'un paysage caractérisé par des plaines arides et des collines arides les ont fait réfléchir à la possibilité certaine qu'ils mourraient tous de faim à cause du manque de nourriture. L'un des capitaines, Juan Arias, a déclenché une mutinerie, provoquant le retour de l'expédition à Puerto de los Leones en groupes dispersés de quatre ou six personnes. Les premiers arrivés profitèrent de l'obscurité de la nuit pour attaquer les deux navires qui composaient la flotte et assassiner Simón de Alcazaba, qui dormait.
Là, une dispute éclata entre Arias et un autre rebelle appelé Sotelo. Arias, convaincu qu'ils ne seraient pas pardonnés pour leurs crimes, envisagea que les survivants deviennent des pirates. Tandis que Sotelo voulut naviguer vers le Río de la Plata pour rejoindre le puissante flotte de Pedro de Mendoza. Finalement, ceux qui n'avaient pas participé à la mutinerie nommèrent Juan de Mori comme chef. Celui-ci démontra à son tour une grande capacité à réprimer le soulèvement. La situation étant sous contrôle, un tribunal militaire s'organisa et ordonna la décapitation d'Arias et Sotelo. Quatre de leurs complices furent jetés à la mer avec des poids attachés à la gorge, deux ont été pendus au navire amiral et deux autres ont été abandonnés sur la côte, avec une peine d'exil pendant dix ans. Trois autres hommes, voulant éviter l'application de leurs peines respectives, fuirent vers l'intérieur du continent. Finalement, les hommes restés de l'expédition, harcelés par la faim et le froid, décidèrent qu'il n'y avait aucune richesse pour justifier de rester dans la région. C'est pourquoi le 17 juin 1535 ils s'embarquèrent de nouveau vers le Nord.

#### Expédition de l'Armée de l'Évêque de Plasencia

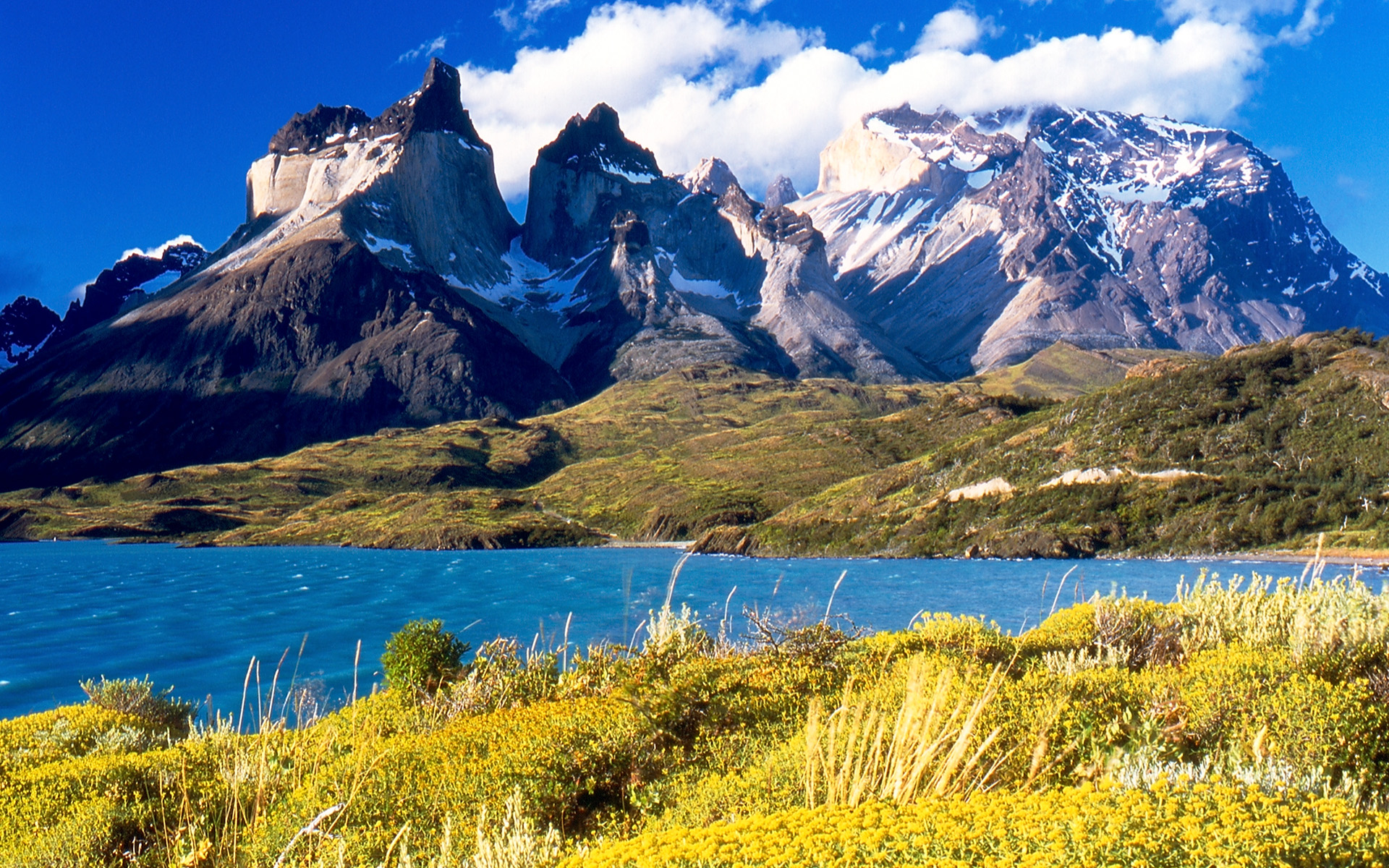
Vue des Torres del Paine, en la Patagonie chilienne.

L'autre aspect de l'origine des Espagnols de Patagonie était l'histoire des naufragés d'une expédition financée par l'évêque de Plasencia (Gutierre de Vargas y Carvajal). Comme le raconte l'histoire, la flotte, composée de quatre navires, entra dans le détroit de Magellan le 12 janvier 1540. De fortes tempêtes soudaines finirent par disperser l'expédition. Le vaisseau amiral fit naufrage dans la première étroitesse du détroit. Le capitaine Fray Francisco de la Rivera et les 150 hommes qui composaient l'équipage ont réussi à se sauver, tous restant à terre. Parmi les hommes de Rivera se trouvait apparemment Sebastián de Argüello. Le deuxième navire qui composait la flotte tenta en vain d'aider les survivants. Mais il fut entraîné par les vents et les courants vers la baie située au sud de la grande île de la Terre de Feu, où il resta six mois, avant de finalement réussir à repartir pour l'Europe. Le troisième navire réussit à traverser le détroit et atteint le Pérou. Mais l'on ne sait plus rien du quatrième navire, même si l'on soupçonne qu'il a fait naufrage quelque part sur la côte patagonienne.
Il n'y avait plus de nouvelles du capitaine Francisco de la Rivera et de son équipage. Même s'il y avait la certitude que tout le monde avait été sauvé et qu'au moins ils disposaient des éléments nécessaires pour survivre. En effet, le vaisseau amiral, échoué sur la côte nord de la détroit, possédait tous les approvisionnements nécessaires à la fondation d'une colonie, notamment des animaux de somme (ânes ou mulets) et du petit bétail comme des chèvres et des moutons. Au sort de ces marins s’ajoute le mystère du quatrième navire, dont le contingent aurait pu également aboutir sur les terres inhospitalières de Patagonie.
La première rumeur concernant des naufragés espagnols apparaît en 1551. Francisco de Villagra, lors de son voyage du Pérou au Chili, dut hiverner dans la région de Cuyo, où se trouve actuellement la ville argentine de Mendoza. Là, il profita de l'occasion pour envoyer deux expéditions, une vers l'est et une autre vers le sud. Elles atteignirent la rivière Diamante, dans le but de recueillir des nouvelles de la Cité des Césars. Bien que les hommes de Villagra n'aient pas obtenu d'informations sur la prétendue colonie inca, ils ont reçu des nouvelles selon lesquelles des Espagnols erraient en Patagonie.
Presque parallèlement, Gerónimo de Alderete (es) se trouvait dans le sud du Chili avec pour mission d'explorer la région et de fonder une ville au pied des Andes. Il décide de traverser la chaîne de montagnes, devant faire face à plusieurs escarmouches avec les Puelches. À cette occasion, il recueillit plusieurs rumeurs, tant sur les Incas que sur les naufragés espagnols, soi-disant situés dans une province connue sous le nom de Lin-Lin ou Trapananda. En 1552, Pedro de Valdivia confia à Francisco de Villagra une expédition. Depuis le Chili, elle devait traverser la chaîne de montagnes, atteindre l'océan Atlantique et de là se diriger vers le sud, jusqu'au détroit de Magellan. Bien que l'expédition n'ait atteint que la rivière Limay et qu'elle fut expulsée en 1553 par Francisco de Aguirre, les hommes de Villagra ont de nouveau recueilli des nouvelles sur les prétendus naufragés de Patagonie,.
Jusqu'alors, toutes les informations provenaient de rumeurs incertaines répandues par les indigènes nomades de la région de la pampa. Cependant, les premières nouvelles directes de l'évènement sont apparues lorsque deux des naufragés ont réussi à atteindre Concepción (Capitainerie générale du Chili). Ils y racontèrent de nombreux détails, tant sur la ville des naufragés que sur les richesses de la colonie que les Incas possédaient en Patagonie. À partir de là, l’histoire des naufragés espagnols a commencé à se mêler à celle de la légendaire colonie inca des Césars.

#### La version des deux naufragés

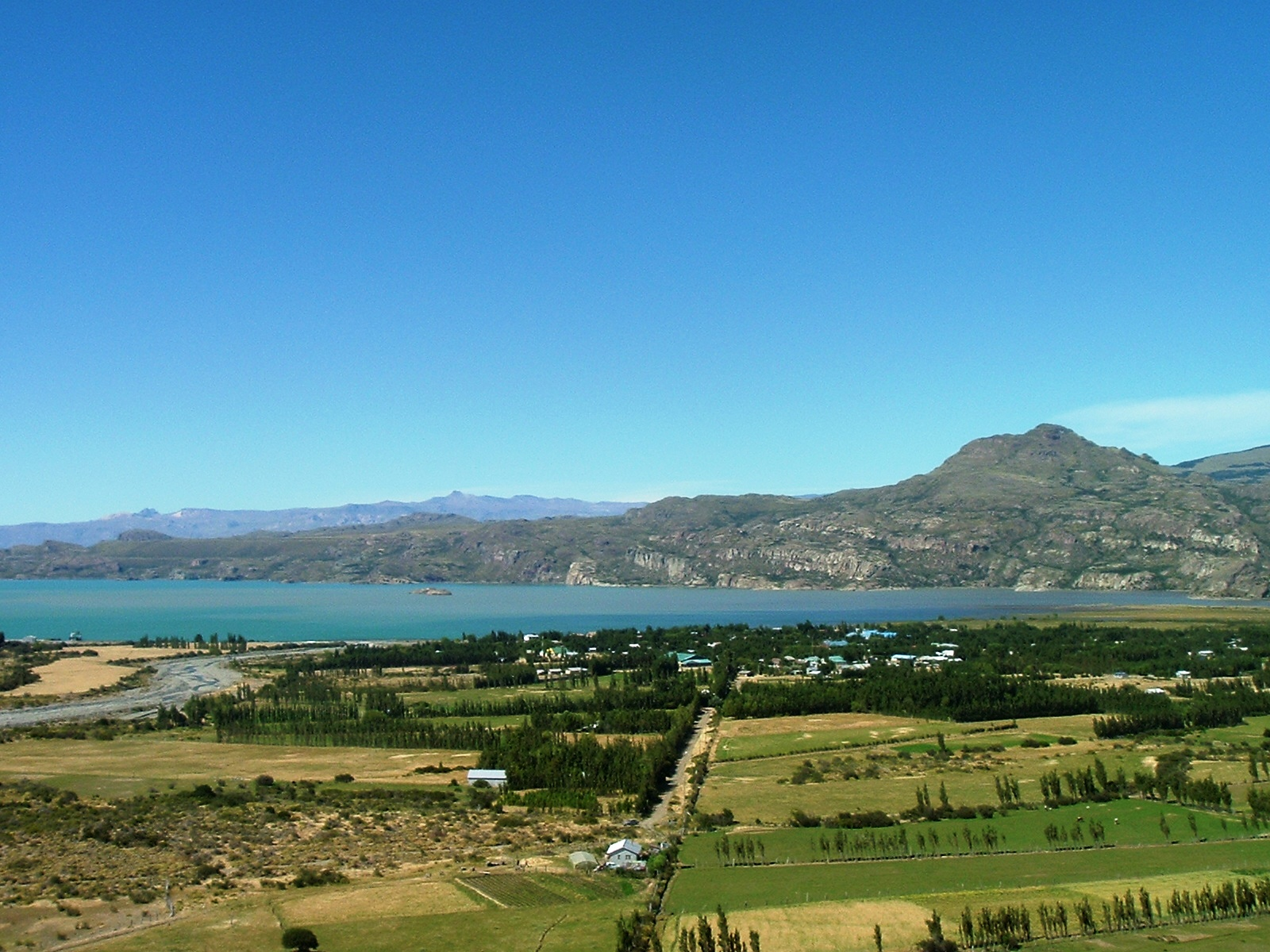
Vue sur le lac Buenos Aires/Général Carrera, à la frontière entre l'Argentine et le Chili. Lieu possible où se seraient installés les naufragés espagnols.

En 1563, plusieurs années après le passage malheureux des navires de l'Armada Obispo de Plasencia à travers le détroit de Magellan se sont écoulées. Deux hommes qui prétendaient avoir fait naufrage de cette malheureuse expédition arrivèrent dans la ville de Concepción, au Chili. Ils s'appelaient Pedro de Oviedo et Antonio de Cobos. Dès qu'ils se présentèrent devant les autorités, un rapport sommaire fut rédigé d'eux dans lequel ils racontèrent le sort des autres naufragés et toutes les aventures qu'ils avaient vécues sur leur chemin.
Selon sa version des évènements, la majorité de l'équipage de ce navire avait survécu au naufrage, à l'exception de treize personnes. Une fois à terre, les rescapés s'étaient dirigés vers l'intérieur du continent sous le commandement d'un « capitaine nommé Sebastián de Argüello ». Il commandait une expédition composée de « cent cinquante soldats, trente aventuriers, quarante-huit marins, artilleurs et mousses et treize femmes mariées ». Il transportant également des armes, des munitions, du ravitaillement et des vivres. Ils ont également rapporté avoir aperçu « l'autre navire, qui était celui du capitaine », longer la côte et qu'il se serait alors éloigné vers le Pacifique.
Selon eux, à bord de ce navire se trouvait « Riveros, l'un des conquérants de cette terre ». Poursuivant la saga d'Argüello, son expédition aurait avancé vers le nord-est, jusqu'à la latitude 52º13', où ils seraient restés quarante jours. L'avant-garde laissa là dix pièces d'artillerie et autres objets qu'ils ne pouvaient plus transporter. Puis, elle la continué sa route pendant encore sept jours en essayant d'obtenir des informations sur les lieux. Finalement, les naufragés suivirent les instructions de quelques autochtones et les traces laissées par d'autres qui fuyaient sur leur passage. Ils réussirent alors à atteindre une ville située au bord d'un long lac où se trouvaient de nombreux poissons et animaux.
Argüello aurait décidé d'y établir une fortification et aurait également ordonné de ne pas causer de dégâts ou de désordres. Son objectif était de se lier d'amitié avec les autochtones. Après une première période d'escarmouches et de méfiance, les Espagnols ont réussi à établir la confiance avec les aborigènes. Ils ont même réussi à baptiser plusieurs d'entre eux et à célébrer des cérémonies de mariage religieux entre Espagnols et femmes indigènes.
Un autre fait curieux que les deux naufragés ont confirmé était l'existence d'une colonie inca en Patagonie, située plus au nord. Selon eux, elle était en guerre constante avec les indigènes du lac, pour laquelle le capitaine Argüello aurait décidé de les affronter. L'objectif était qu'ils éprouvent de la crainte et du respect pour les indigènes avec lesquels lui et son peuple étaient apparentés. Grâce à cette intervention, les deux peuples auraient établi une trêve et ne se seraient plus affrontés.
Finalement, en 1567, pour une raison quelconque, Oviedo et Cobos auraient tué l'un des soldats les plus aimés du capitaine Argüello. C'est pour cela qu'ils auraient fui vers l'endroit où vivaient « l'Inca du Pérou et son peuple, qui peuple cette partie de la Cordillère du Chili ». Selon son témoignage, le roi de cette colonie s'appelait Topa Inca, il avait environ vingt-sept ans et il portait un gland sur le front. Il se déplaçait assis sur une chaise qui était portée sur les épaules des autres indiens, tous d'eux un reflet fidèle « du peuple du Pérou, sans mélange d'autres ».
Concernant le site de la ville, les Espagnols l'ont décrit comme une terre très fertile et longue où les égouts entraient et sortaient. Après avoir marché pendant deux jours, ils arrivèrent peu à peu à un endroit. Il s'y trouvaient un grand nombre « d'orfèvres officiels avec des ouvrages en argent épais et subtil et quelques pierres brutes bleues et vertes qui les sertissaient ». Selon eux, ces Incas leur offraient de l'argent, mais ils le refusèrent en demandant seulement de la nourriture et un passage à travers leur territoire. Ce que les Incas acceptèrent, prévoyant à cet effet une vingtaine d'indigènes qui les accompagnèrent le long d'un chemin jusqu'au sommet de la chaîne de montagnes. En continuant tout droit, ils arrivèrent à Villarrica et ensuite à la ville de Concepción. Puisque la déclaration date de 1563, la date fournie par les Espagnols doit être 1557 et non 1567.
D'après cette version des évènements, on peut déduire que l'épave à laquelle ils font référence ne correspond pas à celle du vaisseau amiral. Mais il s'agirait plutôt du quatrième navire que l'on croyait perdu. Cependant, ce fait est en contradiction avec la version des survivants des autres navires. Ils affirmaient que le vaisseau amiral sur lequel Rivera voyageait s'était échoué et que lui et son peuple avaient été sauvés. Une autre information fournie par Oviedo et Cobos était que les populations espagnoles et sept autres populations indiennes vivaient sur les rives d'un lac situé à une latitude de quarante-sept degrés et demi.
À cet endroit précis se trouve le lac Cochrane/Pueyrredón. Mais à un degré plus au nord se trouve le lac Buenos Aires/General Carrera, point de rencontre beaucoup plus grand et bien connu des tribus nomades de Patagonie. Il est même considéré par plusieurs d'entre elles comme une terre sacrée et une nécropole. Il est donc plus probable que ce dernier lac soit le lieu où se seraient installés les prétendus naufragés espagnols.

#### Version de Ibaceta
Dans la déclaration de Blas Ponce (es), il évoque l'histoire d'un marin français du nom de "Ybaceta" ou Ibaceta. Selon sa propre version des évènements, il aurait encouragé le conquistador espagnol Jerónimo Luis de Cabrera, nommé gouverneur du Tucumán en 1571, à découvrir le sud du continent, même avant de fonder l'actuelle ville de Córdoba. Son argument pour promouvoir ladite entreprise était un épisode survenu lors d'un voyage qu'il avait effectué il y a quelque temps, sur un navire français à destination du détroit de Magellan et des Moluques.
Selon sa version des faits, à cent lieues au sud du Río de la Plata, son navire aurait croisé la route d'un navire espagnol. L'équipage de ce dernier prétendait faire partie de l'expédition malheureuse de l'évêque de Plascencia. Ces Espagnols racontèrent qu'ils avaient rencontré une grande tempête et qu'ils avaient dû jeter à la mer tout ce qu'ils apportaient. Cela fit bientôt défaillir certains de leurs hommes à cause du manque de ravitaillement. Cette situation a conduit à désigner une cinquantaine d'hommes pour débarquer à la recherche de nourriture ou d'indigènes pour la fournir, même si tout a été en vain.
Les hommes qui se trouvaient à terre ont finalement décidé de prendre d'assaut le navire et ses approvisionnements. Ils générèrent une confrontation au cours de laquelle certains des membres de l'équipage qui se trouvaient à bord du navire sont morts et d'autres se sont sauvés en sautant à terre. Lorsque le navire français est arrivé sur les plages où s'était produit l'épisode présumé, les autochtones les ont informés par des signes que des gens comme eux vivaient à l'intérieur du territoire armés d'arquebuses. Ils combattaient avec les indigènes de la région, leur volant leur nourriture et leurs femmes.
Un an et demi plus tard, Ibaceta serait revenu dans cette zone à bord d'un autre navire français à destination du détroit de Magellan. Son équipage aurait décidé d'hiverner dans un endroit encore plus proche du Río de la Plata, au bord d'un fleuve, à deux lieues à l'intérieur des terres. Là, les Français ont établi des relations avec les habitants, qui échangeaient du poisson et du maïs contre des couteaux et autres objets de fer. Ces indigènes informèrent également les Français que des gens comme eux habitaient à huit ou dix jours et qu'ils possédaient une grande quantité d'or qu'ils faisaient extraire de la terre par les indigènes de la région. Ils furent également informés que ces Européens possédaient des chiens qu'ils attachaient avec des cordes dorées.
Lorsque les Français ont demandé quels vêtements portaient ces hommes, les autochtones leur ont signalé des couvertures en peau de jeune guanaco, très bien nouées et peintes en couleurs. Ils ont également signalé d'autres couvertures en laine de mouton péruvien (lamas). Selon Blas Ponce, la première rencontre entre le navire français et le navire appartenant à l'expédition de l'évêque de Placensia aurait eu lieu quand Ibaceta avait quinze ans. Il aurait raconté son expérience à Jerónimo Luis de Cabrera, déjà âgé de quatre-vingt-cinq ans, selon les calculs du déclarant.

### Les exilés d'Osorno, Valdivia et Villarrica
De même, la légende a également circulé indiquant que ces villes opulentes auraient été fondées par des groupes de colons exilés des villes du sud du Chili. Il s'agissait principalement d'Osorno, et dans une moindre mesure de certaines villes voisines plus au nord (comme Valdivia et Villarrica). En s'échappant, ils ont été sauvés de l'attaque subie par la destruction des sept villes, lorsqu'elles ont été détruites par les Mapuches et les Huilliches. Cet évènement est survenu après le désastre de Curalaba, à la fin du XVIe siècle. Ce groupe d'exilés aurait été constitué d'un groupe de colons espagnols accompagnés d'indigènes qui les servaient et qui ne s'étaient pas rebellés contre eux.
De ce fait est née la croyance des cités des Césars (puisqu'il y en avait jusqu'à trois). Elles sont probablement situées dans la région montagneuse, au sud de Valdivia et à l'est de l'actuelle ville d'Osorno (dans la zone nord de l'actuelle région des Lacs au Chili et dans la zone sud de la région de Los Ríos). La ville principale aurait été située au milieu d'une lagune nommée Payegué ou Puyequé (en référence au lac Puyehue), près d'un estuaire appelé Llanquecó, au à l'est des « ruines de l'ancienne ville d'Osorno » voisines,. De la destruction de ces villes serait également créée la version selon laquelle un groupe de survivants est allé chercher asile dans la pampa orientale, où ils ont fondé la ville.
Ce mythe a prospéré dans la région, principalement parce que, jusqu'en 1790, sur le territoire des Huilliche, on disait que « le pays situé au sud de Bueno (Río Bueno) était si inconnu que seuls l'un ou l'autre l'avait reconnu et vu ». Ce territoire étant une frontière fermée autour de laquelle circulaient des légendes sur la cité des Césars, appelée dans la région « osornenses ». C'est pour cette raison que, pendant la seconde moitié du XVIIIe siècle, le gouvernement de Valdivia avait réalisé des explorations sur le territoire à la recherche de la ville mythique.

## Recherche
En raison des richesses censées exister dans cette ville mythique, plusieurs expéditions furent lancées vers ses différents emplacements possibles pour la retrouver, et ainsi pouvoir contacter ses habitants. Ces expéditions étaient les suivantes :

### Diego de Rojas
Le premier voyage exploratoire dont on peut considérer qu'il avait pour objectif de découvrir la ville fut réalisé par Diego de Rojas en 1543. En septembre 1542, à la fin de la bataille de Chupas (es), le vice-roi du Pérou Cristóbal Vaca de Castro eut à gérer de nombreux soldats oisifs. Il imagina alors de lancer une nouvelle expédition, était le moyen idéal de les occuper et peut-être même d'enrichir la Couronne et les explorateurs. Il écrivit au roi en 1542 :

« De même, on apprend qu'entre la province du Chili et la source du grand fleuve appelé La Plata, il existe une province dite très peuplée et riche ; Ainsi, la chaîne des montagnes enneigées qui traverse ces provinces vers le détroit est entre les provinces du Chili et cette terre : j'ai pourvu à cela le capitaine Diego de Rojas. »

Ce dernier, selon ce que Blas Ponce (es) déclara en 1589 que l'expédition de Rojas avait été motivée par les rumeurs des nombreuses rumeurs sur les richesses que let soldat César a découvert. Avec Felipe Gutiérrez, ils se virent confier la mission de découvrir une lointaine province que l'on devait trouver à l'est des Andes, entre le Chili et le Paraná. Ensemble, ils partirent depuis le Pérou pour le territoire de l'actuelle province de Santiago del Estero. Mais de Rojas mourut, tué par une flèche empoisonnée. Francisco de Mendoza pris alors la tête des troupes. Il parvint jusqu'au fortin de Sancti Spiritus (celui d'où était parti Francisco César une quinzaine d'années auparavant). Alors commandée par Nicolás de Heredia, l'expédition essaya de se rendre au Paraguay, avant de décider de rentrer au Pérou, où elle arriva au cours de l'hiver 1546.

### Nicolás Mascardi
Dans l'Index Chronologique Péruvien, le Père Manuel Rodríguez écrit que le Père Nicolas Mascardi est arrivé en 1670 pour évangéliser les Poyas (es) dans la Capitainerie générale du Chili. Puis, de là, il partit s'installer dans la Cité des Césars. Il n’y parviendra pas car il sera tué par les indigènes en 1673.

### Gonzalo de Abreu
Gonzalo de Abreu succéda en 1574 à Jerónimo Luis de Cabrera au poste de gouverneur du Tucumán. Au XVIIIe siècle, le Jésuite José Guevara explique dans son Historia del Paraguay :

« La ville de Nieva eut à subir de plus néfastes conséquences. Le capitaine Pedro Zárate la dirigeait. Il reçut un mandement d'Abreu qui lui enjoignait de partir avec des troupes pour reconnaître les mines de Linlín dans la vallée de Calchaquí et lui promettait un partage des bénéfices. »

## Mentions historiques
Le 4 novembre 1780 commença le mouvement de José Gabriel Condorcanqui contre la domination espagnole, adoptant le nom de Túpac Amaru II, en l'honneur de son ancêtre Túpac Amaru I, le dernier Inca de l'État néo-inca. Túpac Amaru se déclare « Inca, Seigneur des Césars et des Amazones » et jure son couronnement avec le groupe suivant : « ...Don José Primero, par la grâce de Dieu, roi Inca du Pérou, Santa Fe, Quito, Chili , Buenos Aires et Continents des Mers du Sud, Duc du Superlatif, Seigneur des Césars et des Amazones avec domination sur le Grand Paititi, Commissaire Répartiteur de la Piété Divine, etc... »,.

## Dans la culture
Le mythe de la Cité des Césars, similairement à Eldorado, a été thème d'inspiration pour des œuvres diverses :

### Littérature
- James Burgh (en), écrivain et politicien britannique, publie en 1764 La Cité des Césars. Une utopie en Patagonie, faux compte rendu épistolaire d'une utopie inspirée de cette légende[43].
- L'écrivain chilien Pedro Prado (es) a écrit El viaje de Antón Páez a la Ciudad de Los Césares en 1923, qui fut publiée posthumement en 2010[44],[45].
- Ezequiel Martínez Estrada (es), dans sa Radiografia de La Pampa (1933), fait référence à Trapalanda lorsqu'il travaille sur le conflit entre illusion et fiction qui se produit chez les conquistadors à leur arrivée sur le continent américain[46],[45].
- Dans le roman jeunesse chilien de Manuel Rojas, La Ciudad de los Césares (1936), un groupe de voyageurs trouve la ville, tant qu'ils suivent les empreintes d'un mineur disparu[47],[45].
- Le roman jeunesse chilien de Luis Enrique Delano (es) La Ciudad de los Césares (1939), raconte l'histoire de « l'expédition Lawrence », qui cherchait à prouver l'existence de cette ville mythique du sud du Chili[48],[45].

- Le roman chilien Pacha Pulai d'Hugo Silva Endeiza (es) (1945), raconte une version fictive du sort du lieutenant Bello qui, après s'être égaré, arrive dans une cité perdue appelée Pacha Pulai[49].
- Bruce Chatwin cite la Cité des Césars dans son récit de voyage En Patagonie (en) (1977)[50],[45].
- Marco Denevi écrit en 1989 l'essai satirique La república de Trapalanda[51].
- Francisco Ortega (es), écrivain chilien, est l'auteur de La Trilogie des Césars, série thriller composée des œuvres Logia (es) (2014), El verbo Kaifman (es) (2015) et Andinia, la catedral antártica (es) (2016)[45].

### Médias
- En 1988, à Santiago du Chili, est fondée Ciudad de los Cesares, magazine de politique et de culture alternatives[52].

### Photographie
- La photographe Faustine Ferhmin présente en juillet 2008 son exposition « Trapalanda » au festival Voies Off, à Arles, en France. Elle y présente des photos prises au monte Zeballos (es) (Argentine) où, en 1923, un certain docteur Wolf découvrit une muraille de 150 mètres de long et 12 mètres de haut dans les chaînes. Les journaux d’Amérique prétendirent qu'on avait enfin trouvé Trapalanda. Mais cette fameuse muraille s’avéra être une formation d’origine volcanique, seulement sculptée par l’érosion[53].

### En espagnol
- Cartas de Indias. II., Madrid, Atlas, 1974
- (es) Desventuras en la Historia Cagliani, Martín, « La Ciudad Encantada de la Patagonia », 2007 (consulté le 9 avril 2009)

- (es) Pedro Dermit, « La expedición del Obispo de Plasencia III parte: en busca del Arauco. In: Derroteros de la Mar del Sur. 13 pp 19-40. » [archive du 26 septembre 2007], Lima, 2005 (consulté le 30 mai 2006)

- (es) Ricardo E. Latcham, « La leyenda de los Césares. Su origen y su evolución. », Santiago, Cervantes, 1929 (consulté le 1er juin 2006)

- (es) Mancilla Pérez, Juan, Magia y brujería en Chiloé. Secretos de Mitología. Medicina Popular., 2006

- (es) Portal de la cultura de Chile Memoria Chilena, « La búsqueda de la Ciudad de los Césares. » [archive du 30 avril 2008], 2004 (consulté le 30 mai 2006)

- (es) Desventuras en la Historia Cagliani, Martín, « La Ciudad Encantada de la Patagonia », 2007 (consulté le 9 avril 2009)

### En français
- Jean-Pierre Sanchez, Mythes et légendes de la conquête de l'Amérique, Rennes, Presses universitaires de Rennes, coll. « Histoire », 1996 (ISBN 978-2-86847-125-3, DOI 10.4000/books.pur.47916)